# Меморіал Відмара
Меморіал Мілана Відмара - сильний закритий шаховий турнір пам'яті 
Мілана Відмара (1885-1962), провідного словенського гросмейстера. 
Турнір проводиться переважно з інтервалом у два роки в кількох містах Словенії, таких як: Любляна, Порторож, Рогашка Слатина, Блед, і Птуй.
Перший Меморіал Відмара відбувся 2-20 червня 1969 року в Любляні як міжнародний турнір за запрошенням: сенсаційну перемогу здобув Альбін Планінц. 
Турнір 1995 року в місті Птуй був зональним турніром, у якому переміг Штефан Кіндерманн. Віктор Корчной і Томас Лютер здобули місце в круговому турнірі гравців з Німеччини, Австрії, Швейцарії та Словенії (через розкол ФІДЕ в 1993 році цикл Чемпіонату світу з шахів порушився і виявилося, що міжзональний турнір не відбудеться).
Від 2007 року (17-й турнір, десять гравців із Словенії) до 2011 року (19-й турнір), Меморіал Відмара проводився як Чемпіонат Словенії.
2016 року відбувся ювілейний 20-й турнір, знову організований як міжнародний турнір за запрошенням.

## Переможці
| #  | Рік  | Місто                            | Переможець                                                              |
| -- | ---- | -------------------------------- | ----------------------------------------------------------------------- |
| 1  | 1969 | Любляна                          | Альбін Планінц (Югославія)                                              |
| 2  | 1973 | Любляна, Порторож                | Лайош Портіш (Угорщина)                                                 |
| 3  | 1975 | Порторож, Любляна                | Анатолій Карпов (СРСР)                                                  |
| 4  | 1977 | Любляна, Порторож                | Бент Ларсен (Данія)                                                     |
| 5  | 1979 | Блед, Порторож                   | Ян Тімман (Нідерланди)                                                  |
| 6  | 1985 | Порторож, Любляна                | Лайош Портіш (Угорщина), Ріблі Золтан (Угорщина), Антоні Майлс (Англія) |
| 7  | 1987 | Порторож, Любляна                | Іван Соколов (Югославія), Уве Бенш (НДР)                                |
| 8  | 1989 | Любляна, Рогашка Слатина         | Предраг Ніколич (Югославія)                                             |
| 9  | 1991 | Блед, Рогашка Слатина            | Предраг Ніколич (Югославія)                                             |
| 10 | 1993 | Порторож, Рогашка Слатина        | Іван Соколов (Боснія і Герцеговина)                                     |
| 11 | 1995 | Птуй (зональний турнір)          | Штефан Кіндерманн (Німеччина)                                           |
| 12 | 1997 | Порторож                         | Вадим Звягінцев (Росія)                                                 |
| 13 | 1999 | Порторож                         | Олександр Бєлявський (Словенія)                                         |
| 14 | 2001 | Порторож                         | Олександр Бєлявський (Словенія)                                         |
| 15 | 2003 | Порторож                         | Олександр Бєлявський (Словенія), Еміль Сутовський (Ізраїль)             |
| 16 | 2005 | Порторож                         | Олександр Бєлявський (Словенія)                                         |
| 17 | 2007 | Любляна (національний чемпіонат) | Душко Павасович (Словенія)                                              |
| 18 | 2009 | Оточець (національний чемпіонат) | Лука Леніч (Словенія)                                                   |
| 19 | 2011 | Любляна (національний чемпіонат) | Олександр Бєлявський (Словенія)                                         |
| 20 | 2016 | Блед                             | Андрій Волокітін (Україна)                                              |